# 全米不動産管理協会
全米不動産管理協会（英: Institute of Real Estate Management）は、アメリカ合衆国イリノイ州シカゴに本部を置く協会であり、IREMの略称で呼ばれる。

## 概要
全米リアルター協会（National association of Realtors）の同族団体。世界中に16,000人を超える不動産管理の専門家が会員であり、IREM会員中9,000人以上が不動産経営管理士（CPM, Certified Property Manager）の称号を、3,500名以上が認定住居不動産管理士（ARM, Accredit Residential Manager）の資格を、1,000以上の管理事務所がIREMによって認定不動産管理会社（AMO, Accredit Management Organization）の資格を与えられている。アパート、事務所用ビル、店舗物件、コンドミニアム（分譲アパート）、ホームオーナーアソシエーションを含むあらゆる種類の不動産が、IREM会員によって管理運用されている。

## 歴史
- 1933年：不動産管理協会創設
- 1938年：不動産経営管理士（CPM, Certified Property Manager）の称号を設ける
- 1945年：企業が認定管理組織（AMO, Accredit Management Organization）の資格を承認されるよう、業務基準を設ける
- 1975年：認定住宅管理士（ARM, Accredit Residential Manager）の特別教育プログラムを開発し、資格に発展
- 2002年：準会員プログラムを開始し、IREMコミュニティーへの即時加入が可能になる

IREMは、米国における大恐慌の時期に創設された。数千件もの家賃収入のある不動産の抵当権が償却され、こうした建物を運営する有能な管理者が不足していた為、業界の倫理規定及び業務基準を定める組織を設立した。その後、協会はより高い業務基準を求めるニーズに対処するため、不動産経営管理士の称号を設ける。IREMは、認定資格を会社ではなく個人のみを対象とした為、会員を個人に制限したプロフェッショナルな協会として発展した。

## 特徴
IREMは1933年の創立以来、プロフェッショナルな不動産管理者を生み出す機関として、最先端の教育プログラムを提供している。現在会員の多くがアメリカ国内の会員だが、アメリカ以外の26の国に会員を持つ。その活動の場は、プロパティマネジメント会社・不動産会社・不動産投資（もしくはREITE）会社・建築、デベロップメント会社・政府機関・金融機関、保険会社などと多岐に渡っている。
IREMにはいくつかの中心となる価値、目的、および将来のビジョンがある。
核心となる価値
管理の重要性・優れた管理は価値につながり、良く管理された不動産は、人々が暮らし、働き、買い物をする生活の質を向上させること
プロフェッショナル倫理
知識の力、ならびにそれを分かち合うことの重要性
核心となる目的
不動産管理者が反絵師し、所属する会社及び管理する資産に価値を付加すること
不動産管理の評価を高めること
将来の予測
IREMは不動産管理に関する知識を得る手段となるだろう
不動産オーナーは、自分たちの資産を管理するプロフェッショナルな管理者を求めるだろう
人々は、プロフェッショナルに管理された不動産で暮らし、働き、買い物をすることで生活が向上することを知るだろう

## 日本での活動
日本において、IREMは不動産経営管理士認定資格の提供を行っている。これは、すべての物件タイプ（住居系、商業系、小売業系、工場系）において、大規模なポートフォリオを管理する個人のプロパティ／アセットマネージャーを対象にしている。
会員資格は、CPMメンバーと、CPMキャンディデート（候補者）の2種類ある。
日本はIREMの110番目の支部として承認され、2008年までに150名を超える不動産経営管理士 が誕生している。
また、日本賃貸住宅管理協会とも協定を結んでいる。